# Comunas de Haití
Las comunas de Haití son colectividades territoriales que son la tercera subdivisión de dicho país y que se dividen, a su vez, en secciones comunales, abarcando tanto las zonas rurales como las urbanas.

## Administración
Las comunas haitianas están provistas de autonomía administrativa y financiera. Cada comuna es administrada por un concejo municipal formado por tres miembros elegidos para un mandato de 4 años por votación reglada. El concejo municipal es el órgano ejecutivo de la comuna. 
El concejo es dirigido por un presidente quién porta el título de alcalde.

## Lista de comunas de Haití
Las comunas de Haití son 146, divididas en 570 secciones de comuna:
| Comuna                         | Departamento | Distrito                   |
| ------------------------------ | ------------ | -------------------------- |
| Acul-du-Nord                   | Norte        | Acul-du-Nord               |
| Anse-à-Foleur                  | Noroeste     | Saint-Louis-du-Nord        |
| Anse-à-Galets                  | Oeste        | Guanaba                    |
| Anse-à-Pitre                   | Sureste      | Belle-Anse                 |
| Anse-à-Veau                    | Nippes       | Anse-à-Veau                |
| Anse-d'Hainault                | Grand'Anse   | Anse-d'Hainault            |
| Anse-Rouge                     | Artibonito   | Gros-Morne                 |
| Aquin                          | Sur          | Aquin                      |
| Arcahaie                       | Oeste        | Arcahaie                   |
| Arnaud                         | Nippes       | Anse-à-Veau                |
| Arniquet                       | Sur          | Port-Salut                 |
| Bahon                          | Norte        | Grande-Rivière-du-Nord     |
| Baie-de-Henne                  | Noroeste     | Môle-Saint-Nicolas         |
| Bainet                         | Sureste      | Bainet                     |
| Baptiste                       | Centro       | Las Caobas                 |
| Baradères                      | Nippes       | Baradères                  |
| Bas-Limbé                      | Norte        | Limbé                      |
| Bassin-Bleu                    | Noroeste     | Port-de-Paix               |
| Beaumont                       | Grand'Anse   | Corail                     |
| Belladère                      | Centro       | Las Caobas                 |
| Belle-Anse                     | Sureste      | Belle-Anse                 |
| Bombardópolis                  | Noroeste     | Môle-Saint-Nicolas         |
| Bonbon                         | Grand'Anse   | Jérémie                    |
| Borgne                         | Norte        | Borgne                     |
| Boucan-Carré                   | Centro       | Mirebalais                 |
| Cabaret                        | Oeste        | Arcahaie                   |
| Cabo Haitiano                  | Norte        | Cabo Haitiano              |
| Camp-Perrin                    | Sur          | Los Cayos                  |
| Capotille                      | Noreste      | Juana Méndez               |
| Caracol                        | Noreste      | Trou-du-Nord               |
| Carice                         | Noreste      | Vallières                  |
| Carrefour                      | Oeste        | Puerto Príncipe            |
| Cavaillon                      | Sur          | Aquin                      |
| Cayes-Jacmel                   | Sureste      | Jacmel                     |
| Cerca-Carvajal                 | Centro       | Hincha                     |
| Cerca-la-Source                | Centro       | Cerca-la-Source            |
| Chambellan                     | Grand'Anse   | Jérémie                    |
| Chansolme                      | Noroeste     | Port-de-Paix               |
| Chantal                        | Sur          | Los Cayos                  |
| Chardonnières                  | Sur          | Chardonnières              |
| Cité Soleil                    | Oeste        | Puerto Príncipe            |
| Corail                         | Grand'Anse   | Corail                     |
| Cornillon                      | Oeste        | La Croix-des-Bouquets      |
| Côtes-de-Fer                   | Sureste      | Bainet                     |
| Dame-Marie                     | Grand'Anse   | Anse-d'Hainault            |
| Delmas                         | Oeste        | Puerto Príncipe            |
| Desdunes                       | Artibonito   | Dessalines                 |
| Dessalines                     | Artibonito   | Dessalines                 |
| Dondon                         | Norte        | San Rafael de la Angostura |
| Ennery                         | Artibonito   | Les Gonaïves               |
| Ferrier                        | Noreste      | Fuerte Libertad            |
| Fond-des-Blancs                | Sur          | Aquin                      |
| Fonds-des-Nègres               | Nippes       | Moragoâne                  |
| Fonds-Verrettes                | Oeste        | La Croix-des-Bouquets      |
| Fuerte Libertad                | Noreste      | Fuerte Libertad            |
| Ganthier                       | Oeste        | La Croix-des-Bouquets      |
| Grand-Boucan                   | Nippes       | Baradères                  |
| Grand-Goâve                    | Oeste        | Léogâne                    |
| Grand-Gosier                   | Sureste      | Belle-Anse                 |
| Grande-Rivière-du-Nord         | Norte        | Grande-Rivière-du-Nord     |
| Grande-Saline                  | Artibonito   | Dessalines                 |
| Gressier                       | Oeste        | Puerto Príncipe            |
| Gros-Morne                     | Artibonito   | Gros-Morne                 |
| Hincha                         | Centro       | Hincha                     |
| Isla de la Vaca                | Sur          | Los Cayos                  |
| Jacmel                         | Sureste      | Jacmel                     |
| Jean-Rabel                     | Noroeste     | Môle-Saint-Nicolas         |
| Jérémie                        | Grand'Anse   | Jérémie                    |
| Juana Méndez                   | Noreste      | Juana Méndez               |
| Kenscoff                       | Oeste        | Puerto Príncipe            |
| La Chapelle                    | Artibonito   | San Marcos                 |
| La Croix-des-Bouquets          | Oeste        | La Croix-des-Bouquets      |
| Lapointe                       | Noroeste     | Port-de-Paix               |
| Las Caobas                     | Centro       | Las Caobas                 |
| L'Asile                        | Nippes       | Anse-à-Veau                |
| Las Laderas                    | Sur          | Las Laderas                |
| La Tortuga                     | Noroeste     | Port-de-Paix               |
| La Vallée                      | Sureste      | Jacmel                     |
| La Victoria                    | Norte        | San Rafael de la Angostura |
| Léogâne                        | Oeste        | Léogâne                    |
| Les Anglais                    | Sur          | Chardonnières              |
| Les Gonaïves                   | Artibonito   | Les Gonaïves               |
| Les Irois                      | Grand'Anse   | Anse-d'Hainault            |
| Les Roseaux                    | Grand'Anse   | Corail                     |
| L'Estère                       | Artibonito   | Les Gonaïves               |
| Liancourt                      | Artibonito   | San Marcos                 |
| Limbé                          | Norte        | Limbé                      |
| Limonada                       | Norte        | Cabo Haitiano              |
| Los Albaricoques               | Grand'Anse   | Jérémie                    |
| Los Cayos                      | Sur          | Los Cayos                  |
| Maïssade                       | Centro       | Hincha                     |
| Maniche                        | Sur          | Los Cayos                  |
| Marfranc                       | Grand'Anse   | Jérémie                    |
| Marigot                        | Sureste      | Jacmel                     |
| Mermelada                      | Artibonito   | Mermelada                  |
| Milot                          | Norte        | Acul-du-Nord               |
| Miragoâne                      | Nippes       | Moragoâne                  |
| Mirebalais                     | Centro       | Mirebalais                 |
| Môle-Saint-Nicolas             | Noroeste     | Môle-Saint-Nicolas         |
| Mombin-Crochu                  | Noreste      | Vallières                  |
| Mont-Organisé                  | Noreste      | Juana Méndez               |
| Montrouis                      | Artibonito   | San Marcos                 |
| Moron                          | Grand'Anse   | Jérémie                    |
| Paillant                       | Nippes       | Moragoâne                  |
| Perches                        | Noreste      | Fuerte Libertad            |
| Pestel                         | Grand'Anse   | Corail                     |
| Pétionville                    | Oeste        | Puerto Príncipe            |
| Petit-Goâve                    | Oeste        | Léogâne                    |
| Petit-Trou-de-Nippes           | Nippes       | Anse-à-Veau                |
| Petite-Rivière-de-l'Artibonite | Artibonito   | Dessalines                 |
| Petite-Rivière-de-Nippes       | Nippes       | Moragoâne                  |
| Pignon                         | Norte        | San Rafael de la Angostura |
| Pilate                         | Norte        | Plaisance                  |
| Plaine-du-Nord                 | Norte        | Acul-du-Nord               |
| Plaisance                      | Norte        | Plaisance                  |
| Plaisance-du-Sud               | Nippes       | Anse-à-Veau                |
| Pointe-à-Raquette              | Oeste        | Guanaba                    |
| Port-à-Piment                  | Sur          | Las Laderas                |
| Port-de-Paix                   | Noroeste     | Port-de-Paix               |
| Port-Margot                    | Norte        | Borgne                     |
| Port-Salut                     | Sur          | Port-Salut                 |
| Puerto Príncipe                | Oeste        | Puerto Príncipe            |
| Quartier-Morin                 | Norte        | Cabo Haitiano              |
| Ranquitte                      | Norte        | San Rafael de la Angostura |
| Roche-à-Bateau                 | Sur          | Las Laderas                |
| Sainte-Suzanne                 | Noreste      | Trou-du-Nord               |
| Saint-Jean-du-Sud              | Sur          | Port-Salut                 |
| Saint-Louis-du-Nord            | Noroeste     | Saint-Louis-du-Nord        |
| Saint-Louis-du-Sud             | Sur          | Aquin                      |
| Saint-Michel-de-l'Attalaye     | Artibonito   | Mermelada                  |
| San Marcos                     | Artibonito   | San Marcos                 |
| San Rafael                     | Norte        | San Rafael de la Angostura |
| Saut-d'Eau                     | Centro       | Mirebalais                 |
| Savanette                      | Centro       | Las Caobas                 |
| Tabarre                        | Oeste        | Puerto Príncipe            |
| Terre-Neuve                    | Artibonito   | Gros-Morne                 |
| Terrier-Rouge                  | Noreste      | Trou-du-Nord               |
| Thiotte                        | Sureste      | Belle-Anse                 |
| Thomassique                    | Centro       | Cerca-la-Source            |
| Thomazeau                      | Oeste        | La Croix-des-Bouquets      |
| Thomonde                       | Centro       | Hincha                     |
| Tiburón                        | Sur          | Chardonnières              |
| Torbeck                        | Sur          | Los Cayos                  |
| Trou-du-Nord                   | Noreste      | Trou-du-Nord               |
| Vallières                      | Noreste      | Vallières                  |
| Verrettes                      | Artibonito   | San Marcos                 |